# Y절편

x축을 가로축으로 하고 y축을 세로축으로 하여 y=f(x)를 그래프로 표시한다. f(x)의 y절편은 (x=0,y=1)에서 빨간색 점으로 표시된다.

해석기하학에서 가로 축은 변수 x를 나타내고 세로 축은 변수 y를 나타내는 일반적인 규칙을 사용하여 y절편 또는 수직 절편은 함수 또는 관계의 그래프가 함수 또는 관계의 y축과 교차하는 점이다. 따라서 이들 점은 x=0을 만족한다.

## x절편
마찬가지로 x절편은 함수나 관계의 그래프가 x축과 교차하는 지점이다. 따라서 이들 점은 y=0을 만족한다. 그러한 함수나 관계의 영점 또는 근은 이러한 x절편의 x좌표이다.
y=f(x) 형식의 함수는 최대 1개의 y절편을 갖지만 여러 개의 x절편을 포함할 수도 있다. 함수의 x 절편이 존재하는 경우 y 절편을 찾는 것은 단순히 x=0에서 함수를 평가하는 것과 관련되므로 y 절편보다 찾기가 더 어렵다.

## 같이 보기
- 선형 회귀